# Příprava trestného činu
Příprava trestného činu je takové jednání, které spočívá v úmyslném vytváření podmínek pro spáchání zvlášť závažného zločinu, zejména v jeho organizování, opatřování nebo přizpůsobování prostředků nebo nástrojů k jeho spáchání, ve spolčení, srocení, v návodu nebo pomoci k takovému zločinu. Vypočtená činnost je ale trestná, jen pokud tak trestní zákoník u příslušného trestného činu, k němuž příprava směřovala, výslovně stanoví. Případná trestní sazba je stejná jako u trestného činu, k němuž příprava směřovala. Trestní odpovědnost za přípravu trestného činu však zaniká, jestliže pachatel od dokonání dobrovolně upustil a odstranil nebezpečí, které chráněnému zájmu hrozilo, nebo o této přípravě učinil oznámení.
Příprava trestného činu je jedno z vývojových stádií trestného činu. Na přípravu může navazovat pokus a případné dokonání trestného činu.